# Paciorki jednego różańca
Paciorki jednego różańca – polski film psychologiczno-obyczajowy z 1979 roku w reżyserii Kazimierza Kutza, nakręcony na podstawie noweli Tego domu już nie ma Albina Siekierskiego. Paciorki jednego różańca stanowią trzecie ogniwo trylogii śląskiej Kutza, następujące po Soli ziemi czarnej (1969) i Perle w koronie (1971).

## Opis fabuły
Akcja filmu toczy się na katowickim Giszowcu, gdzie osiedle starych domków górniczych ma zostać zburzone, a na ich miejscu mają powstać bloki z wielkiej płyty. Część mieszkańców pogodziła się z decyzją władz i opuszcza osiedle. Jednakże emerytowany górnik Habryka, były powstaniec śląski i przodownik pracy, deklaruje, że nie wyprowadzi się ze swojego domu. W swym zamiarze popierają go żona oraz młodszy syn.
Gdy zbliża się termin rozbiórki, starszy syn odwiedza Habrykę celem przekonania go do opuszczenia domku. Nawet dyrektor kopalni, w której pracuje młodszy syn, próbuje przekonać Habrykę do przeprowadzki. Ten jednak pozostaje nieugięty, wskutek czego jego rodzina podlega szykanom. Tymczasem w kopalni zapada decyzja, że należy wynagrodzić krzywdę wyrządzoną Habryce. Habryka otrzymuje na własność willę w Katowicach, dokąd przenosi się wraz z żoną. W nowym lokum czuje się jednak coraz gorzej i umiera. Na jego cześć odbywa się uroczysty pogrzeb.

## Obsada
- Augustyn Halotta – Karol Habryka
- Ewa Wiśniewska – Zosia
- Franciszek Pieczka – Jerzy
- Jan Bógdoł – Antek
- Marta Straszna – Habrykowa
- Stanisław Zaczyk – dyrektor Malczewski
- Tadeusz Madeja
- Tadeusz Szaniecki – przewodniczący rady zakładowej
- Jerzy Rzepka – Leszek

## Produkcja
Choć Paciorki jednego różańca powstały na podstawie noweli Tego domu już nie ma Albina Siekierskiego, film dla Kutza miał również podłoże autobiograficzne. Na początku lat 70. rodzina Kuców z inspiracji Kazimierza Kutza opuściła chałupę w Szopienicach i przeprowadziła się do bloku na nowo wybudowanym osiedlu. Kazimierz Kutz wspominał z wyrzutem, że przeprowadzka przyśpieszyła śmierć ojca; „Matkę […] zauroczyły zieleń, łazienka i centralne. Ojciec wytrzymał dwa tygodnie”. Zdjęcia wykonano w kolonii domków górniczych na osiedlu Giszowiec, które w tym czasie miał spotkać dokładnie taki sam los. Dlatego też film początkowo miał problemy z cenzurą. Zarzucano Kutzowi na przykład, że „bohaterowie jedzą na śniadanie jajka, gdy tymczasem w sklepach jest mięso”, a „starzy ludzie nie wyglądają tak okropnie”. Film jednak został dopuszczony do rozpowszechniania, co Ilona Copik w daleko późniejszym tekście tłumaczyła hipotezą, żę „prawdopodobnie zadziałała sława reżysera, a także powszechnie podzielany pogląd, że o Śląsku Kutz potrafił opowiadać jak mało kto”.

## Znaczenie

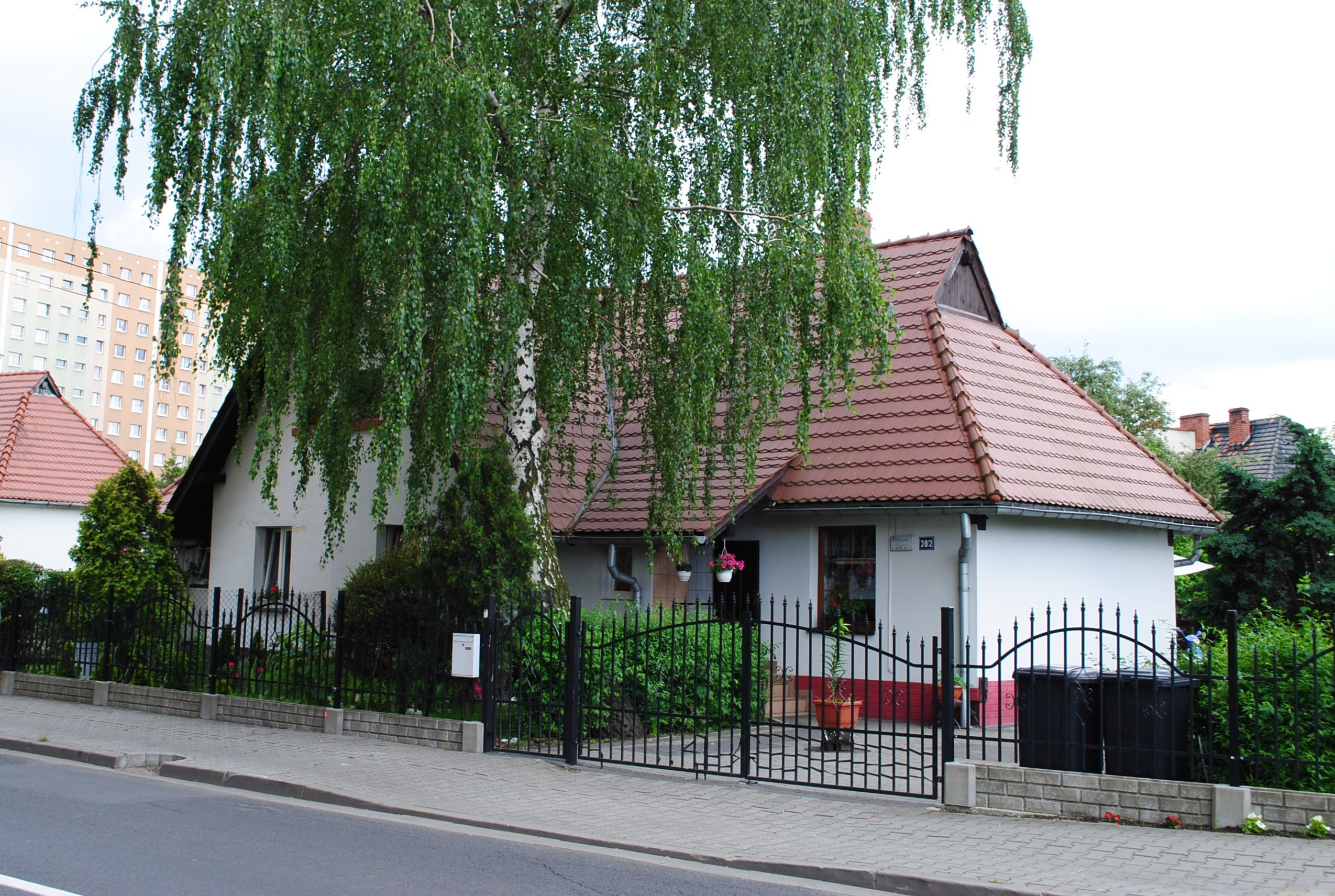
Dom filmowego Habryki przy ulicy Przyjaznej 28/1 w Katowicach-Giszowcu

Film Paciorki jednego różańca wywołał ożywioną debatę na temat dziedzictwa kulturowego Górnego Śląska, niszczonego przez władze komunistyczne. Jak pisała Copik: „To m.in. dzięki trzeciemu śląskiemu filmowi sprawa Giszowca stała się głośna, a wskutek uporu garstki zapaleńców udało się ocalić osiedle przed ostateczną materialną i kulturową destrukcją”. Przykładowo dom, który stanowi centrum fabularne filmu, rzeczywiście w roku 1979 przeznaczony był do wyburzenia pod nowe zabudowania. Lokalny konserwator zabytków wstrzymał jednak prace. Budynek ten istnieje do dzisiaj przy ulicy Przyjaznej 28 w Katowicach.

## Nagrody
| Rok  | Instytucja                                         | Nagroda                               | Odbiorca                        |
| ---- | -------------------------------------------------- | ------------------------------------- | ------------------------------- |
| 1980 | Międzynarodowy Festiwal Filmowy w Karlowych Warach | Nagroda Specjalna                     | Kazimierz Kutz                  |
| 1980 | Lubuskie Lato Filmowe                              | Srebrne Grono                         | Augustyn Halotta Marta Straszna |
| 1980 | Festiwal Polskich Filmów Fabularnych               | Złote Lwy Gdańskie                    | Kazimierz Kutz                  |
| 1980 | Dyskusyjny Klub Filmowy w Świebodzinie             | Samowar, Nagroda Entuzjastów Kina     | Kazimierz Kutz                  |
| 1981 | Międzynarodowy Festiwal Filmowy w Figuiera da Foz  | Srebrny Medal                         | Kazimierz Kutz                  |
| 1982 | Międzynarodowy Festiwal Filmowy w São Paulo        | II miejsce w plebiscycie publiczności | Kazimierz Kutz                  |